# Tsuen Wan West (stacja MTR)
Tsuen Wan West (chiński: 荃灣西) – jedna ze stacji MTR, systemu szybkiej kolei w Hongkongu, na Tuen Ma Line. Została otwarta 20 grudnia 2003. 
Znajduje się w obszarze Tsuen Wan West, w dzielnicy Tsuen Wan, w Nowych Terytoriach.